# میلرویل (آلاباما)
میلرویل (به انگلیسی: Millerville) شهرکی در شهرستان کلی ایالت آلاباما است که مساحت آن ۱۷٫۴۱ کیلومترمربع است و در سرشماری سال ۲۰۱۰ میلادی، ۲۷۸ نفر جمعیت داشته و تراکم جمعیتی آن، ۱۵٫۹۷ در کیلومترمربع بوده است.